# New burlesque
Pour les articles homonymes, voir burlesque (homonymie).
Le new burlesque, ou neo-burlesque, est un mouvement artistique et féministe né aux États-Unis au début des années 1990, associé à la contre-culture. Il s'agit de performances scéniques réalisées par des danseuses ou danseurs légèrement vêtues ou pratiquant le striptease. 
Le mot burlesque au sens américain n’a aucun rapport avec l’adjectif français du même nom, qui signifie « comique ».

## Histoire

### Leburlesqueoriginel duXIXesiècle
Le new burlesque émane d'une volonté de rendre hommage à deux époques. La première est la fin du XIXe siècle, qui voit naître les spectacles légers des cabarets de Paris devenus depuis mondialement célèbres, comme les Folies Bergère, le Moulin Rouge ou le Chat noir. C'est à cette époque que ce genre particulier de spectacles s'exporte aux États-Unis sous le nom originel de burlesque. Alors que s'achève la conquête de l'ouest du pays, les artistes itinérants du monde du cirque emmènent en tournée des spectacles plus particulièrement destinés à un public averti, et spectacles insolites mais aussi girl-shows dans lesquels les artistes se dévoilent plus ou moins.

### Les années 1940 et 1950

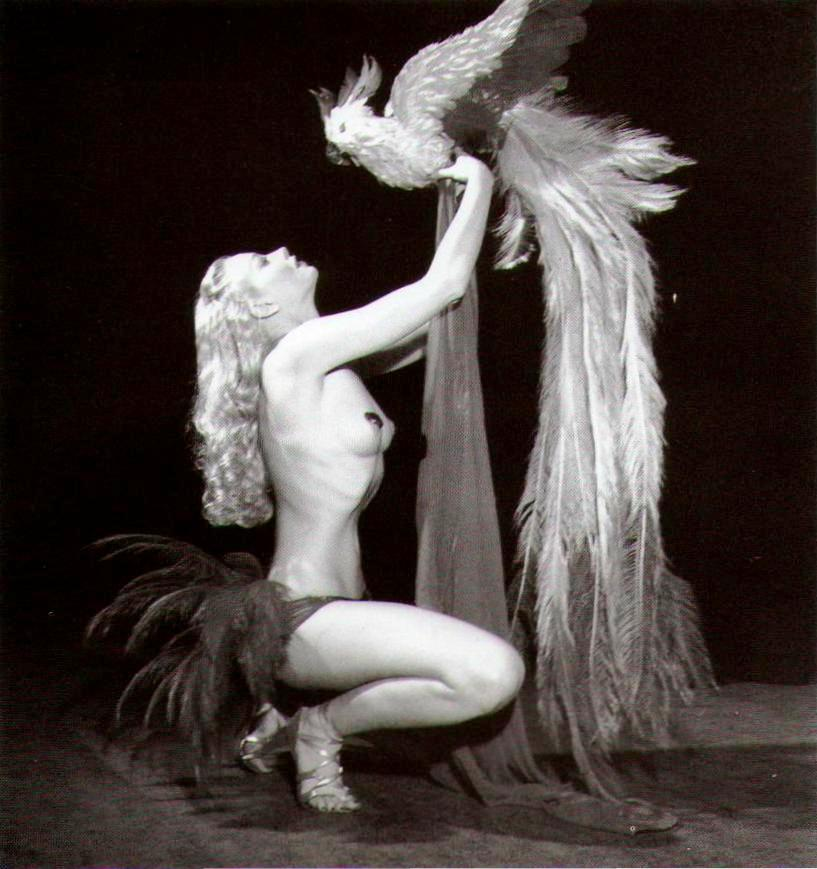
Lili St-Cyr

Vient ensuite l'âge d'or du burlesque dans les années 1940 et 1950 où l'imagerie populaire du rock 'n' roll commence son ascension. Les vedettes du burlesque sont alors Dixie Evans, Lili St-Cyr, Zorita, Gypsy Rose Lee, Ann Corio,  Rose la Rose, Tempest Storm, Blaze Starr, Bettie Rowland ou encore Sally Rand ou Bettie Page. Cependant, tandis que la culture rock se développe, les styles musicaux qui en émanent se diversifient et s'en éloignent finalement. Dans les années 1970, le burlesque est marginalisé jusqu'à disparaître, alors que la télévision propose des divertissements beaucoup moins onéreux et que l'érotisme se banalise, les revues de nu étant devenues légales aux États-Unis. Cependant, les années 1980 voient un retour de styles musicaux s'approchant du rock 'n' roll des origines et y puisant leur inspiration, néo-rockabilly et psychobilly entre autres, ont sans doute participé à la renaissance new burlesque.
Autour de ces styles revival, les icônes associées aux années 1950 reviennent elles aussi : tatouage, hot rods, (tuning artistique de voitures américaines anciennes), pin-ups. Des artistes célèbres, comme Royal Crown Revue ou Brian Setzer, jouent accompagnés d'un orchestre complet (big band) dans un décor pailleté suranné et font des émules (Reverend Horton Heat, Nekromantix, etc.). Petit à petit s'effectue un rapprochement entre tous ces styles artistiques et rares sont les conventions de hot-rods n'accueillant pas de groupe de rock 'n' roll, tout comme les rassemblements autour du tatouage font régulièrement la part belle aux musiques et autres divertissements de l'époque du « rêve américain ».

### Depuis les années 1990: succès populaire dunew burlesque

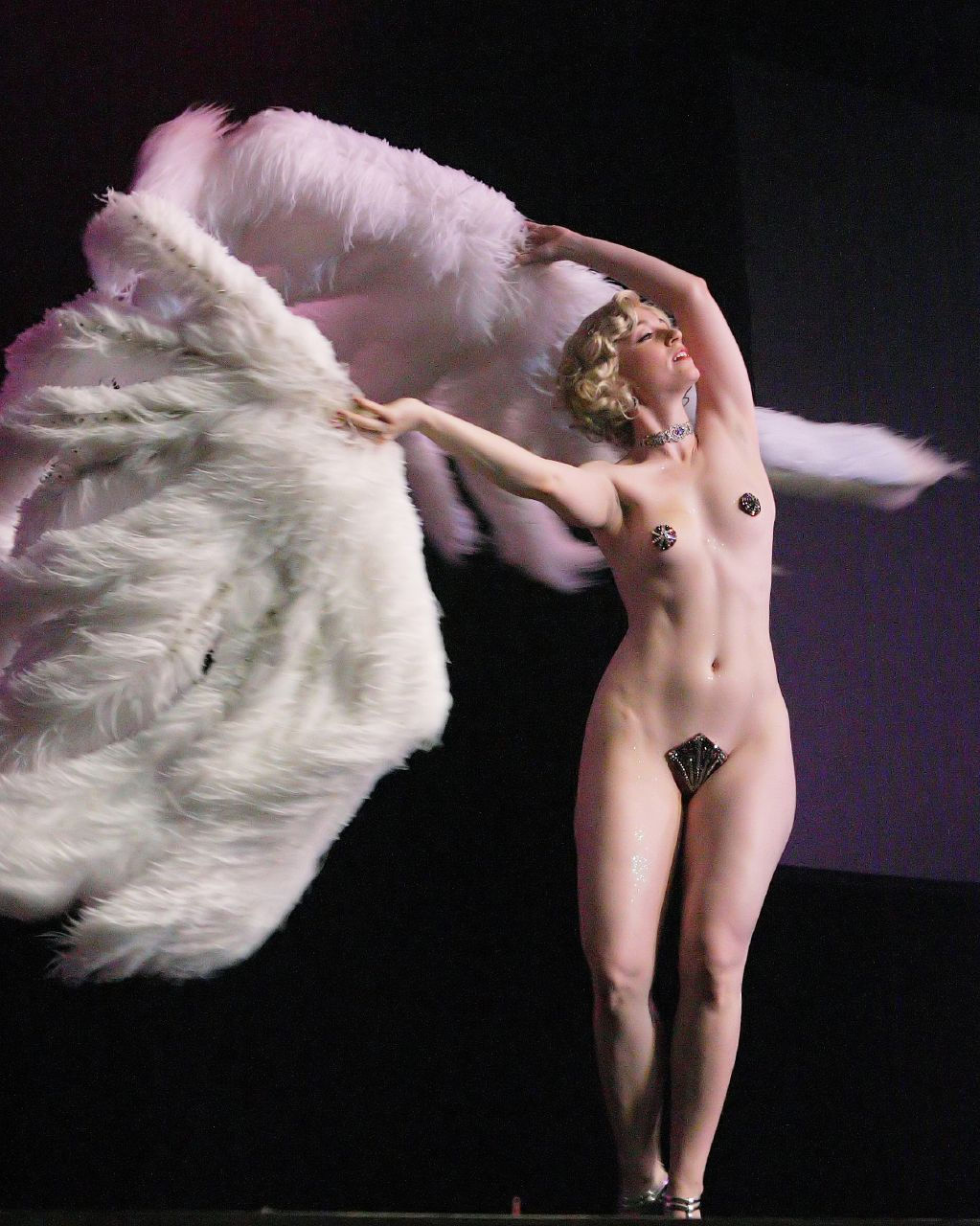
Michelle L'amour, gagnante du Miss Exotic World Pageant 2005, dansant en 2007. Elle porte un cache-sexe et des cache-tétons qui sont les accessoires indispensables des spectacles burlesques.

Ce retour en grâce d'images populaires désuètes, et longtemps considérées comme vulgaires, relance le mouvement burlesque sous sa forme actuelle dans tous les États-Unis : à New York, La Nouvelle-Orléans, San Francisco, Los Angeles ou encore Seattle, des groupes d'artistes recréent l'ambiance des spectacles originels. La troupe du Velvet Hammer Burlesque relance l'effeuillage burlesque, en 1990, sous la direction artistique de Michelle Carr. La photographe Katharina Bosse décide alors de s'immerger dans ce nouveau courant érotico-artistique et le fait découvrir en Europe grâce à l'ouvrage homonyme New Burlesque. Parmi les principales artistes qui émergent durant cette période peuvent-être citées Catherine D'lish, Julie Atlas Muz, Miss Dirty Martini, Michelle L'amour, Immodesty Blaize, Lola van Dyke, Mimi Le Meaux, Kitten on the Keys ou, dans un autre style, Dita von Teese. À cette époque le New Burlesque prend un tour plus politique, ouvertement féministe, trans-genre, luttant contre l'image du corps de la femme soumise aux canons de la minceur et de la chirurgie esthétique.
Cette médiatisation donne naissance, en 2001, au Tease-O-Rama, un festival de striptease burlesque réunissant plus de 200 artistes à San Francisco, Californie. Dès la première édition, plus de 3 000 spectateurs viennent assister aux spectacles proposés. De son côté, l'exposition de Katharina Bosse est accueillie à Paris, preuve de la valeur artistique accordée au mouvement de par le monde, tandis que se multiplient les cabarets offrant des spectacles new burlesque.

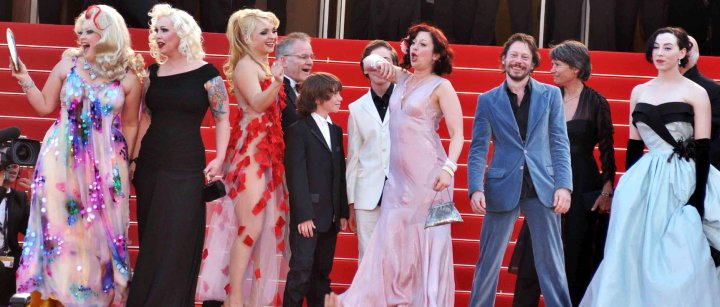
L'équipe du film Tournée de Mathieu Amalric (en costume bleu) lors de la montée des marches du Festival de Cannes 2010.

En France, la troupe de néo burlesque « Kisses Cause Trouble » voit le jour à Paris, en 2004. Le Hangar à bananes à Nantes est également un haut-lieu du new burlesque où Kitty Hartl, la programmatrice du Lieu unique, présente des spectacles depuis 2004, après les avoir découverts aux États-Unis. Du 22 au 25 octobre 2009 a lieu la première édition du Paris Burlesque Festival : exposition de photographies de Katharina Bosse, piano bar, « Cinématographe », Piccolo Peep Shows, Cabaret Interlope, Revue de Paris, Nuit Fatale. 
En 2009, Gentry de Paris écrit, conçoit et danse dans La Gentry de Paris Revue avec Dita von Teese au Casino de Paris, une grande revue qui met en avant des prestations burlesques. Selon Le Figaro, elle est la pionnière d'un genre « classique (...), classe et glamour burlesque ». Elle est aussi la fondatrice de la première école de burlesque classique à Paris. Sa conception du spectacle, « hollywoodienne », s'oppose à celle, plus simple dans les moyens mis en œuvre, proposée par des actrices telles que Miss Glitter Painkiller ou Valentina del Pearls. Au Canada, de nombreux festivals dédiés au burlesque on vu le jour, tels que le Festival Burlesque de Montréal fondé par Scarlett James en 2009 ou encore le Festival Burlesque d'Ottawa en 2012 et le Festival Burlesque de Toronto en 2008.
Le succès critique et public, avec plus de 500 000 entrées en France, du film Tournée de Mathieu Amalric, en 2010, qui remporte également le Prix de la mise en scène lors du Festival de Cannes et s'est vu nommé dans sept catégories pour les Césars du cinéma 2011, a participé également à la médiatisation et à la reconnaissance en France de cette forme de cabaret politique. 
La revue britannique Burlesque Bible recense chaque mois les nouveaux noms à suivre, et propose des interviews des stars du genre en français et en anglais.